# Фрауенлоб (бронепалубен крайцер, 1902)
Фрауенлоб (на немски: SMS Frauenlob) е немски бронепалубен крайцер от времето на Първата световна война, осмия поред кораб от серията крайцери на типа „Газеле“, построени за Имперския германски флот. В 1901 г. е заложен на стапелите на корабостроителницата „AG Weser“ в Бремен, спуснат на вода през март 1902 г., през февруари 1903 г. влиза в състава на Хохзеефлоте (Флота на откритото море). Въоръжен е с батарея от десет 105 mm оръдия и два 450 mm торпедни апарата. Развива скорост от 21,5 възела (39,8 km/h).
„Фрауенлоб“ служи в разузнавателните сили на флота. Участва в Хелхоландската битка, август 1914 г., в която нанася тежки повреди на британския лек крайцер „Аретуза“ и в Ютландското сражение на 31 май 1916 г. В хаотичния нощен бой британският крайцер „Саутхемптън“ уцелва с торпедо „Фрауенлоб“, след което крайцерът се преобръща и потъва с по-голяма част от екипажа си. Корпусът на кораба е открит едва през 2000 г., и все още е в добро състояние, легнал вертикално на дъното на океана.

## Описание
„Фрауенлоб“ е заложен по договор „G“, корпусът е заложен в „AG Weser“ в Бремен 1901 г. Спуснат на вода на 22 март 1902 г., след което започват довършителните работи. На 17 февруари 1903 влиза в състава на флота на откритото море. Получава името си в чест на шхуната „Фрауенлоб“, спусната на вода 1853 г., и частично построена с пожертвуванията на немските жени. Името се превежда като „Похвала за богородица“. Корабът е 105 m дълъг, 12,2 m широк, с газене от 4,11 m, водоизместимост 3158 t при пълно бойно натоварване. Двигателната установка се състои от две „Компаунд“ трицилиндрови парни машини производство на AG-Germania. Тя развива мощност от 8 хиляди к.с. (6 kW). Корабът развива скорост от 21,5 възела (39,8 km/h). Парата за машините се образува в десет водотръбни котли „военноморски“ тип. Крайцерът може да носи 560 тона въглища, което осигурява далечина на плаване 4400 морски мили (6610 km) на скорост в 12 възела (22 km/h). Екипажът се състои от 14 офицера и 243 матроса.
Въоръжението на крайцера са десет 105 mm скорострелни оръдия система SK L/40 на единични лафети. Две оръдия са в редица на носа, шест по бордовете, по три на всеки борд и две в редица на кърмата. Общият боекомплект е 1000 изстрела, по 100 на оръдие. Оръдията са с прицелна далечина на стрелбата 12 200 m. Също така корабът е въоръжен с два 450 mm подводни торпедни апарати с общ запас от пет торпеда.. Корабът е защитен от бронирана палуба дебела от 20 до 25 mm. Дебелината на стените на рубката е 80 mm, оръдията са защитени с тънки щитове с 50 mm дебелина.

## История на службата
След влизането в състава на флота „Фрауенлоб“ е приписан към разузнавателните сили на флота. 1905 г. е зачислена към дивизия на крайцери, заедно с еднотипния кораб „Аркона“ и крайцерите „Хамбург“ и „Фридрих Карл“.
На 2 август 1914 „Фрауенлоб“ отново влиза в състава на флота с началото на Първата световна война. На 28 август 1914 г. „Фрауенлоб“ получава бойното си кръщение в сражението в Хелголандския залив. Британската харвичка ескадра състояща се от два леки крайцера и 33 миноносеца под командването на Реджиналд Тирит атакува германски заградителен отряд в Хелголандския залив. „Фрауенлоб“ се намира югозападно от остров Хелголанд, поддържайки отбранителната линия. В 09.00 ч. „Фрауенлоб“ и лекия крайцер „Щетин“ са изпратени на помощ на германските патрули.
Скоро след това „Фрауенлоб“ среща британския крайцер „Аретуза“ и в 09.09 открива огън. Германските артилеристи успяват бързо да направят пристрелването към британския кораб, който получава 25 – 35 попадения, които нанасят сериозни щети. Един от снарядите детонира заряд кордит, на „Аретуза“ избухва пожар. Машинното отделение на кораба приема вода, скоростта му пада до 10 възела (19 km/h). Крайцера завива надясно, опитвайки се да се спаси с бягство, но „Фрауенлоб“ не изостава, докато сериозно повредения британски крайцер не се скрива в мъглата. Германският кораб получава десет попадения без сериозни повреди, пет души от екипажа са убити и трийсет и двама ранени. След боя „Фрауенлоб“ взима на буксир сериозно повредения минен заградител Т33 и го отвежда в Хелголанд, а след това се насочва към Вилхелмсхафен.
В хода на Ютландската битка от 31 май – 1 юни 1916 г. „Фрауенлоб“ се намира в състава на 4-та разведгрупа под командването на комодор Лудвиг фон Ройтер, със заповед да прикриват основните сили на флота. Крайцерът не взема участие в началната фаза на битката, докато вечерта на 31 май в 9.15 4-та разведгрупа не среща 3-та ескадра на леките крайцери и веднага встъпва с нея в бой, но заради лошата видимост продължителна стрелба водят само „Щетин“ и „Мюнхен“, без особен ефект.
След това в хода на хаотичната нощна схватка линейните крайцери „Зайдлиц“ и „Молтке“ преминават твърде близо пред фронта на „Щетин“, разбивайки линията на цялата бойна група, което неочаквано я изпраща в бой с британската 2-ра ескадра леки крайцери. Има ожесточена престрелка на разстояние само 730 м. „Фрауенлоб“ както и останалата част на групата открива огън по леките крайцери „Саутхемптън“ и „Дъблин“. В отговор „Саутхемптън“ изстрелва торпедо, което в 22.35 поразява „Фрауенлоб“, изваждайки силовата му установка от строя и причинявайки сериозно навлизане на вода. Британските 150 mm снаряди пробиват палубата, германският крайцер бързо се преобръща и потъва, отнасяйки със себе си на дъното 12 офицера и 308 матроса. Само на девет от членовете на екипажа се усмихва късмета да оживеят.
През 2000 г. датски аквалангисти откриват корпуса на „Фрауенлоб“. Британският подводен археолог Инес Маккартни оглежда крайцера и потвърждава, че корпуса е потънал вертикално в дъното и в голямата си част е незасегнат. Около крайцера са скелети на членовете на екипажа. 2001 г. екип на Маккартни изважда корабната камбана, което окончателно идентифицира кораба. Те подаряват камбаната на Военноморския мемориал в Лабьо разположен близо до Кил. Сега камбаната се намира там, като експонат.

## Коментари
1. ↑  Префиксът „SMS“ е от на немски: Seiner Majestat Schiff (Кораб на Негово Величество).
2. ↑  Германските кораби при началото на тяхното строителство получават временни имена. За новите кораби се избират букви. Тези кораби, които трябва да заменят стари или загубени кораби получават приставката „Ерзац“ пред името на заменяемия кораб.
3. ↑  Съгласно номенклатурата на артилерията на флота на Германската империя „SK“ (Schnelladekanone) означава „скорострелно оръдие“, а L/40 означава сравнителната дължина на оръдието в калибри. В дадения случай L/40 означава, че дължината на оръдието съставлява 40 негови калибра (105 × 40).